# 开城遗址
开城遗址，位于中华人民共和国宁夏回族自治区固原市原州区开城镇，是包括元代安西王府遗址在内的建筑遗址群。该遗址于1986年被首次发现，并于此后被宁夏文物管理委员会等部门多次考古调查。该遗址分为6个区域，其中王府遗址位于开城乡政府西侧500米的台地之上，遗址中出土了包括琉璃瓦、条纹砖在内的大量建筑构件。2006年，开城遗址被列为全国重点文物保护单位。

## 历史
元代至元九年（1272年），忙哥剌被分封至六盘山的开城路，是为安西王，并在此建造府邸，该府邸此后成为当时元朝皇室的避暑之地。此后忙哥剌去世，其子阿难答袭封安西王，安西王的权利开始被削弱。大德十年（1306年）八月，开城路发生地震，包括故秦王妃也里完在内的五千余人丧生，安西王府严重被毁。大德十一年（1307年），阿难答在皇权斗争中失败被杀，安西王府也被逐渐废弃:100-103。
1985年，宁夏文物所的考古人员在整理普查收集文物时，发现了琉璃龙纹瓦等建筑材料。1986年，考古人员返回文物发现地，即宁夏固原六盘山北段的开城梁，并在当地发现了一座元代大型宫殿建筑遗址。1988年3月，宁夏文物管理委员会和宁夏文物所的工作人员对该地区进行了第二次调查。1992年，由宁夏文管会等部门的考古人员临时组建的开城文物工作站对遗址进行了大范围调查，确认了六处遗址点，并从中出土了包括琉璃建筑构件、陶器、瓷器在内的大量文物。根据其位置和出土文物，考古工作者认定该地是元世祖忽必烈的第三子、安西王忙哥剌所建王府。1992年10月，开城遗址被公布为固原县文物保护单位。2003年，宁夏文物考古研究所对开城遗址进行了进一步的钻探和测绘。2006年，开城遗址被列为全国重点文物保护单位。2015年，由宁夏回族自治区文物局制定的开城遗址的保护规划获得国家文物局批复同意。

## 分布
开城遗址共分为6处不同的遗址区域，依照考古调查顺序依次为：
- 一号遗址区位于1992年时的开城乡政府西侧约500米处的台地上，周围残存少量汉代城池遗址，元代宫城遗址的夯土城墙和部分元代建筑基址。整体遗址受现代农业活动破坏严重。宫城坐北朝南，平面呈“凸”字形，分为主城和瓮城两个部分。宫城周长1600米，面积约16万平方米。主城东墙长475米，南墙长328米，西墙长454米，被墙长341米，墙基宽9至16米，残存高度1至9米不等。东、西、南侧城墙开有城门，南门外建有瓮城，东门的两侧建有凸出的门阙。主城内共有5处夯土建筑基址，规模最大的位于城池中央，整体呈工字型南北长124米，东西长49至54米，最窄处21米，残高0.6至2.7米。其余建筑基址集中在城池北部，南部较为空旷。地面散落包括素面砖、琉璃砖、瓦当等建筑构件。根据考古人员推测，一号遗址区内的建筑基址即为元代安西王府的遗址。
- 二号遗址区在一号遗址区南50米处，是元末明初的开城县城址。城墙东西长430米，南北宽230米，其中东侧和东南侧的城墙已全毁，城内散落有元代琉璃瓦残块以及螭首等建筑构件。城内时至20世纪90年代时还有开城村的村民在居住，其生活活动对遗址造成了严重破坏。
- 三号遗址区位于二号遗址区西约1500米的位置，可细分为西北和东南两个小区域，西北侧的区域长450米，宽300米；东南侧的区域长500米，宽300米，两块区域均呈东北、西南走向。该区域是整个开城遗址中建筑构件堆积最多的区域，出现了大量的建筑构件堆积地段。考古人员在该遗址周围征集到了金手镯、金帽顶等文物。根据考古人员结合史料推断，该区域为安西王的官邸清蜀楼。
- 四号遗址区是古窑址，其位置位于二号遗址南侧500米，该区域内部可分为相距1000米的晾出去与，北区南北长150米，东西长50米，内有8座窑址，遗存文物以条纹砖居多，以及少量的琉璃瓦；南侧窑址区被覆盖在了乡村小路之下，共有十余处窑址遗址。
- 五号遗址区位于二号遗址区东南300米的位置，属于元代居民遗迹，有少量的建筑构件残留。
- 六号遗址区位于1992年时的开城乡政府西北，其南段于一号遗址区的北端相连。整体区域走向为西南、东北走向，长800米，宽200至450米，散落有汉代和元代的建筑构件等遗物。